# Seimone Augustus
Seimone Delicia Augustus (Baton Rouge, 30 aprile 1984) è un'ex cestista e allenatrice di pallacanestro statunitense, professionista nella WNBA.

## Carriera
È stata selezionata dalle Minnesota Lynx al primo giro del Draft WNBA 2006 (1ª scelta assoluta).
Con gli Stati Uniti ha disputato tre edizioni dei Giochi olimpici (Pechino 2008, Londra 2012, Rio de Janeiro 2016), due dei Campionati mondiali (2006, 2014) e i Campionati americani del 2007.

## Palmarès
- Campionato WNBA: 4

Detroit Shock: 2011, 2013, 2015,  2017
- WNBA Finals Most Valuable Player: 1

2011
- WNBA Rookie of the Year (2006)
- All-WNBA First Team (2012)
- 5 volte All-WNBA Second Team (2006, 2007, 2011, 2013, 2014)
- WNBA All-Rookie First Team (2006)